# ديكلوفيناميد
ديكلوفيناميد (بالإنجليزية: Diclofenamide)‏ هو دواء يُستعمل في علاج:
- ماء أزرق[8]
- شلل نقص بوتاسيوم الدم الدوري (منذ 21 يوليو 1958)[9]
- شلل فرط بوتاسيوم الدم الدوري (منذ 22 يوليو 1958)[9]